# Pogonioefferia coquilletti
Pogonioefferia coquilletti là một loài ruồi trong họ Asilidae. Pogonioefferia coquilletti được Hine miêu tả năm 1919. Loài này phân bố ở vùng Tân Bắc giới.